# 宜州 (陳朝)
宜州，是南北朝南陈的州。
南陈在岭南设立宜州，太建四年（572年），陈方泰以广州刺史都督十九州，其中有宜州，宜州所领郡县不可考。开皇九年（589年），隋朝灭掉南陈，废除宜州。唐朝在龙水县（今广西壮族自治区宜州市）再设立宜州，与南陈宜州地望关系不可考。